# ジミーがうたうカントリー
『ジミーがうたうカントリー』(Jimmy Sings Country Old And New)は、ジミー時田とタム・カントリーのアルバム。1972年7月に東宝芸音傘下のTAMレーベルから発売された。

## 概要
前作『バラードの心』発表以降、時田はこれまでのキングレコード以外のレーベルから複数のシングルを発表しているが、本作も同様。
本作は、新旧カントリー・ソングで構成されている。バックを固めるタム・カントリーは、石田新太郎とシティライツのメンバー、谷岡としおとトム&ジェリーズのメンバー、名倉あきらによる混成バンドである。

## 収録曲
Side 1
1. アイル・ホールド・ユー・イン・マイ・ハート - I'll Hold You In My Heart
2. アイム・ア・ロング・ゴーン・ダディ - I'm A Long Gone Daddy
3. ボーン・トゥー・ルーズ - Born To Lose
4. ミュール・スキナー・ブルース - Mule Skinner Blues
5. スウィート・ドリームス - Sweet Dreams
6. ドント・シンク・トゥワイス・イッツ・オール・ライト - Don't Think Twice It's All Right

Side 2
1. ヘルプ・ミー・メイク・イット・スルー・ザ・ナイト - Help Me Make It Through The Night
2. アイ・ソー・ザ・ライト - I Saw The Light
3. フォー・ザ・グッド・タイムズ - For The Good Times
4. サンデイ・モーニン・カミン・ダウン - Sunday Mornin' Comin' Down
5. テイク・ミー・ホーム・カントリー・ローズ - Take Me Home Country Roads
6. イージー・ラヴィング - Easy Loving

## パーソネル
ジミー時田とタム・カントリー
- ジミー時田 (ヴォーカル、ギター)
- 石田新太郎 (スティール・ギター) *シティライツ
- 藤田晴夫 (エレクトリック・ギター) *シティライツ
- 名倉あきら (ギター、バンジョー)
- 谷岡寿夫 (フィドル) *トム&ジェリーズ
- 辻田いわお (ベース) *トム&ジェリーズ
- 遠山佑一郎 (エレクトリック・ギター) *トム&ジェリーズ
- 溝渕和雄 (ギター) *トム&ジェリーズ
- 田中鐘太郎 (ドラム) *トム&ジェリーズ

## 備考
- 本人のステージ・ネームは本来"Jimmie"だが、"Jimmy"と綴られている。